# Sora Tokui
Sora Tokui (徳井青空 Tokui Sora?) es una seiyū, cantante y mangaka japonesa. Hizo su debut como actriz de voz en 2009 como Himemiya en Weiß Survive R.
Es miembro del grupo "Milky Holmes", formada por las cuatro principales actrices de voz de la franquicia de medios Tantei Opera Milky Holmes. De forma similar, es miembro del grupo de cantantes formado por las nueve principales actrices de voz de la franquicia de medios Love Live School Idol Project!, y ha lanzado sencillos bajo el nombre de grupo de ficción μ's. Ella también es parte de una subunidad dentro del proyecto de Love Live! llamado BiBi, junto a Yoshino Nanjō y Pile.
Tokui es también un artista del manga cuyo trabajo, incluyendo el yonkoma Mahou Shoujo Jitaku-chan, se ha serializado en la revista Otapoke. Se describe a sí misma como una otaku, y ha mencionado en particular su amor por Neon Genesis Evangelion y el personaje Asuka Langley Soryu, adelante de su título Zodiac Ichijō No Isekai.

## Roles de voz

### Anime
2010
- Star Driver: Kagayaki no Takuto (Tiger Sugatame)

2011
- Astarotte no Omocha! (Isold)
- Horizon on the Middle of Nowhere (Margot Knight)
- Ikoku Meiro no Croisée (Yune)

2012
- Eureka Seven: AO (Noah, Demo Woman (ep4), Maeve McCaffrey, Miyu Arata)
- Saki: Achiga-hen (Ako Atarashi)
- Horizon in the Middle of Nowhere II (Margot Knight)
- Senki Zesshō Symphogear (Shiori Terashima)
- Sakura-sō no Pet na Kanojo (Momoko, Girl A (ep1))

2013
- Love Live! (Nico Yazawa)
- Maoyu (Little Sister Maid)
- Tamayura: More Aggressive (Tomo)
- The Devil is a Part-Timer! (Chiho Sasaki)
- The Unlimited - Hyōbu Kyōsuke (Yūgiri)
- Arpeggio of Blue Steel ~Ars Nova~ (Shizuka Hazumi)

2014
- Magical Warfare (Mui)
- Gochūmon wa Usagi Desu ka? (Maya Jouga)
- Nobunaga the Fool (Himiko)
- Love Live! (Nico Yazawa)
- Robot Girls Z (Doublas M2)
- Sabagebu! (Kayo Gotokuji)

2015
- Go! Princess PreCure (Puff)
- Kūsen Madōshi Kōhosei no Kyōkan (Lecty Eisenach)
- Gochūmon wa Usagi Desu ka?? (Maya Jouga)
- Gakusen Toshi Asterisk (Claudia Enfield)
- The Idolmaster Cinderella Girls (Mizuki Kawashima)
- Unlimited Fafnir (Ariella Lu)

2016
- Macross Delta (Reina Prowler)
- Shūmatsu no Izetta (Lotte)
- Okusama ga Seito Kaichō!+! (Honoka Saijou)

2017
- BanG Dream! (Hinako Nijukki)
- Kyōkai no Rinne 3 (Miho)
- Blend S (Hideri Kanzaki)
- Two Car (Ai Maita)

2018
- Dances with the Dragons (Berdrit Livy Raki)
- Pop Team Epic, episodio 10 (Popuko)
- High School DxD Hero (Kunou)

2020
- Murenase! Seton Gakuen (Kurumi Nekomai)
- Princess Connect! Re:Dive (Rima)

### Películas
2015
- Love Live! The School Idol Movie (Nico Yazawa)

2017
- Gochūmon wa Usagi Desu ka?? ~Dear my sister~ (Maya Jouga)

### OVA
- Kami nomi zo Shiru Sekai: Four People and an Idol (Kanon Nakagawa)
- Kami nomi zo Shiru Sekai: Magical Star Kanon 100% (Kanon Nakagawa)
- Nisekoi (Chitoge Kirisaki)

### Videojuegos
2013
- The Guided Fate Paradox, (Liliel (acreditada como "Nico Yazawa"))
- Love Live School Idol Festival (Nico Yazawa)
- Hyperdevotion Noire: Goddess Black Heart (Moruu)
- Senran Kagura: Estival Versus (Hanabi)

2015
- MeiQ: Labyrinth of Death (Connie)

2016
- Gochūmon wa Usagi Desu ka?? Wonderful party! (Maya Jouga)

2017
- Danganronpa V3: Killing Harmony (Tenko Chabashira)

2018
- Puchiguru Love Live (Nico Yazawa)

2019
- Love Live! ALL STARS (Nico Yazawa)

2020
- Magia Record (Tsumugi Wakana)

2021
- Blue Archive (Momoi Saiba)
- Love Live! School Idol Festival ~after school Activity~ Wai-Wai!Home Meeting!! (Nico Yazawa)